# Temporada da WTA de 2010
O WTA Tour de 2010 foi a turnê de elite do tênis feminino profissional organizado pela Women's Tennis Association (WTA) para a temporada de 2010.
O calendário do WTA Tour 2010 compreendeu: os torneios Grand Slam, supervisionados pela International Tennis Federation (ITF), os torneios WTA Premier (Premier Mandatory, Premier 5 e regular Premier), os torneios WTA International, a Fed Cup (organizada pela ITF ) e os campeonatos de final de ano chamados de WTA Championships, além de um torneio suplementar, o Commonwealth Bank Tournament of Champions. Também incluída no calendário estava a "Hopman Cup", que não distribui pontos no ranking e é organizada pela ITF.

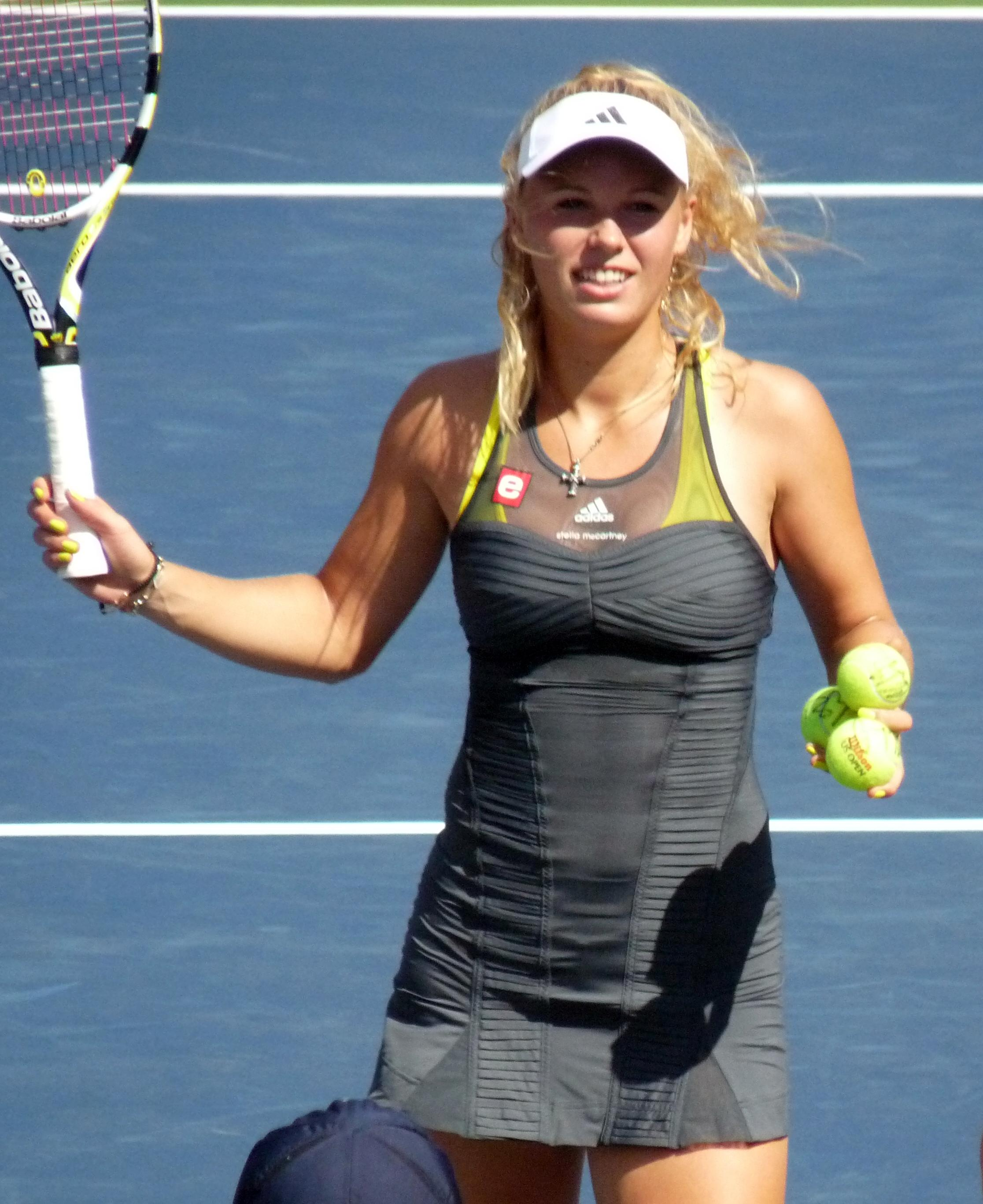
Caroline Wozniacki ganhou 6 títulos na temporada.

## Ranking de final de ano
Lista das 20 primeiras do ranking de final de ano da WTA de 2010 em competições de simples e duplas: